# Christoffer Remmer
Christoffer Remmer (Hvidovre, 16 gennaio 1993) è un calciatore danese, difensore del SønderjyskE.

## Carriera

### Club
Remmer ha cominciato la carriera professionistica con la maglia del Copenaghen. Il 9 aprile 2012 si è accomodato in panchina in una sfida di campionato per la prima volta, non venendo però impiegato in occasione del pareggio a reti inviolate sul campo dell'Aarhus. Il 20 maggio successivo, il Copenaghen ha comunicato sul proprio sito che Remmer sarebbe stato aggregato stabilmente in prima squadra a partire dal campionato seguente.
Ha esordito in Superligaen in data 4 agosto 2012, schierato titolare nel successo esterno per 1-2 sul campo dell'Esbjerg. Il 26 settembre ha rinnovato il contratto che lo legava al Copenaghen sino al 2015. Ha chiuso la stagione a quota 6 presenze, tra campionato e coppa. Contemporaneamente, il Copenaghen si è aggiudicato il titolo nazionale.
Il 10 dicembre 2013 ha debuttato nelle competizioni europee per club: nella fase a gironi della Champions League, in occasione della sconfitta interna per 0-2 contro il Real Madrid, Remmer ha sostituito Cristian Bolaños per giocare gli ultimi 13 minuti dell'incontro. Il 31 marzo 2014 ha rinnovato ulteriormente il contratto col Copenaghen, fino al 2017.
Nella stagione seguente, Remmer ha contribuito alla vittoria finale del DBUs Landspokalturnering 2014-2015. L'anno successivo, il suo Copenaghen ha centrato il double, aggiudicandosi campionato e coppa nazionale. Remmer è rimasto in squadra fino al mese di agosto 2016, collezionando complessivamente 67 presenze tra tutte le competizioni, senza alcuna rete all'attivo.
Il 10 agosto 2016, i norvegesi del Molde hanno reso noto sul loro sito internet l'ingaggio di Remmer, che si è legato al nuovo club con un contratto triennale. Ha esordito in Eliteserien in data 14 agosto, schierato titolare nella vittoria per 0-2 sul campo dell'Aalesund.
Il 17 luglio 2019 è stato ceduto a titolo definitivo ai belgi del Westerlo.

### Nazionale
Remmer ha rappresentato la Danimarca a livello Under-16, Under-17, Under-18, Under-20 e Under-21. Per quanto concerne quest'ultima selezione, ha esordito in data 21 marzo 2013, schierato titolare nella sconfitta in amichevole per 1-3 contro la Francia. Il 6 settembre successivo ha segnato le prime reti, mettendo a referto una doppietta nella vittoria per 6-0 su Andorra.
Il 1º giugno 2015, il commissario tecnico Jess Thorup ha diramato la lista dei convocati in vista del campionato europeo Under-21 2015: Remmer è stato incluso tra i 23. Pur non venendo impiegato all'interno della manifestazione, in base al regolamento ha comunque ricevuto la medaglia di bronzo in virtù dell'eliminazione in semifinale della seleziona danese.

## Statistiche

### Presenze e reti nei club
Statistiche aggiornate al 28 novembre 2017.
| Stagione          | Club              | Campionato        | Campionato | Campionato | Coppe nazionali | Coppe nazionali | Coppe nazionali | Coppe continentali | Coppe continentali | Coppe continentali | Supercoppe | Supercoppe | Supercoppe | Totale | Totale |
| Stagione          | Club              | Comp              | Pres       | Reti       | Comp            | Pres            | Reti            | Comp               | Pres               | Reti               | Comp       | Pres       | Reti       | Pres   | Reti   |
| ----------------- | ----------------- | ----------------- | ---------- | ---------- | --------------- | --------------- | --------------- | ------------------ | ------------------ | ------------------ | ---------- | ---------- | ---------- | ------ | ------ |
| 2011-2012         | Copenaghen        | SL                | 0          | 0          | CD              | 0               | 0               | UCL+UEL            | -                  | -                  | -          | -          | -          | 0      | 0      |
| 2012-2013         | Copenaghen        | SL                | 4          | 0          | CD              | 2               | 0               | UCL+UEL            | 0                  | 0                  | -          | -          | -          | 6      | 0      |
| 2013-2014         | Copenaghen        | SL                | 14         | 0          | CD              | 4               | 0               | UCL                | 1                  | 0                  | -          | -          | -          | 19     | 0      |
| 2014-2015         | Copenaghen        | SL                | 14         | 0          | CD              | 3               | 0               | UCL+UEL            | 1+0                | 0                  | -          | -          | -          | 18     | 0      |
| 2015-2016         | Copenaghen        | SL                | 17         | 0          | CD              | 5               | 0               | UEL                | 1                  | 0                  | -          | -          | -          | 23     | 0      |
| lug.-ago. 2016    | Copenaghen        | SL                | 0          | 0          | CD              | 0               | 0               | UEL                | 1                  | 0                  | -          | -          | -          | 1      | 0      |
| Totale Copenaghen | Totale Copenaghen | Totale Copenaghen | 49         | 0          |                 | 14              | 0               |                    | 4                  | 0                  |            | -          | -          | 67     | 0      |
| ago.-dic. 2016    | Molde             | ES                | 9          | 0          | CN              | -               | -               | -                  | -                  | -                  | -          | -          | -          | 9      | 0      |
| 2017              | Molde             | ES                | 28         | 0          | CN              | 6               | 0               | -                  | -                  | -                  | -          | -          | -          | 34     | 0      |
| 2018              | Molde             | ES                | 24         | 0          | CN              | 2               | 0               | UEL                | 6                  | 0                  | -          | -          | -          | 32     | 0      |
| gen.-lug. 2019    | Molde             | ES                | 3          | 0          | CN              | 3               | 1               | -                  | -                  | -                  | -          | -          | -          | 6      | 1      |
| Totale Molde      | Totale Molde      | Totale Molde      | 64         | 0          |                 | 11              | 1               |                    | -                  | -                  |            | -          | -          | 81     | 1      |
| 2019-2020         | Westerlo          | D2                | 25         | 0          | CB              | 3               | 0               | -                  | -                  | -                  | -          | -          | -          | 0      | 0      |
| 2020-2021         | Westerlo          | D2                | 20         | 0          | CB              | 2               | 0               | -                  | -                  | -                  | -          | -          | -          | 0      | 0      |
| Totale Westerlo   | Totale Westerlo   | Totale Westerlo   | 45         | 0          |                 | 5               | 0               |                    | -                  | -                  |            | -          | -          | 50     | 0      |
| Totale            | Totale            | Totale            | 158        | 0          |                 | 30              | 1               |                    | 10                 | 0                  |            | -          | -          | 198    | 1      |

## Palmarès

### Competizioni nazionali
- Campionato danese: 2

Copenaghen: 2012-2013, 2015-2016
- Coppa di Danimarca: 2

Copenaghen: 2014-2015, 2015-2016
- 1. Division: 1

SønderjyskE: 2023-2024